# Пащенко, Николай Евгеньевич
Николай Евгеньевич Пащенко (1903—1977) — советский инженер-строитель, организатор производства. Заслуженный строитель РСФСР, лауреат Сталинской премии (1951).

## Биография
Родился 5 (18) сентября 1903 года в Волоколамске. Трудовую деятельность начал в возрасте 16 лет. В 1931 году окончил Московский инженерно-строительный институт. Работал инженером и главным инженером в ряде строительных организаций Москвы. В 1940-х годах — главный инженер треста «Мосгорсантехстрой».
С 1954 года работал в Главмосстрое при Мосгорисполкоме. Занимал должность начальника общестроительного территориального управления № 1, затем заместителя начальника Главмосстроя. С 1960 по 1968 год — начальник Главмосстроя. В 1968—1973 годах — первый заместитель председателя исполкома Московского городского Совета депутатов трудящихся.
Занимался преподавательской деятельностью в архитектурных и строительных вузах. Профессор, заведующий кафедрой Московского архитектурного института с 1973 года.
Принимал участие в проектировании стадиона «Лужники», Дворца Советов, гостиницы «Россия» и других объектов (более 30 проектов).
За разработку и осуществление индустриальных методов строительства многоэтажных жилых домов в Москве был в составе коллектива удостоен Сталинской премии третьей степени 1951 года.
Член КПСС с 1945 года. Член Московского городского комитета КПСС в 1950—1974 годах. Кандидат технических наук. Член Союза архитекторов СССР с 1955 года. Член правления Союза советских архитекторов с 1968 года. Член-корреспондент Академии строительства и архитектуры СССР. Избирался депутатом Московского городского совета с 1950 года. Избирался депутатом Верховного Совета РСФСР 6-го, 7-го и 8-го созывов. Делегат XXII, XXIII, XXIV съездов КПСС.
Персональный пенсионер союзного значения. В 1963-1977 годах жил в Москве по адресу: Ростовская набережная, дом 5. Умер в Москве 21 апреля 1977 года.

## Награды и звания
- Заслуженный строитель РСФСР
- Сталинская премия третьей степени (1951) — за разработку и осуществление индустриальных методов строительства многоэтажных жилых домов в Москве (в составе коллектива)
- два ордена Ленина[2]
- орден Октябрьской Революции[2]
- орден Отечественной войны II степени[2]
- Орден «Знак Почёта» (1944) — за успешное выполнение заданий Государственного Комитета Обороны по строительству третьей очереди Московского метрополитена в трудных условиях военного времени[3]
- Медаль «Дружба» (МНР)[2]
- Медаль «За оборону Москвы»[5]
- Медаль «За победу над Германией в Великой Отечественной войне 1941—1945 гг.»[5]

## Память
21 мая 2019 на доме по адресу: Ростовская набережная, дом 5, где Н. Е. Пащенко жил с 1963 по 1977 год, была установлена мемориальная доска (скульптор И. П. Казанский). Текст мемориальной доски гласит: 
Заслуженный строитель Российской Федерации, лауреат государственной премии СССР Николай Евгеньевич Пащенко жил в этом доме с 1963-го года по 1977-й год